# 叶茂台镇
叶茂台镇，是中华人民共和国辽宁省沈阳市法库县下辖的一个乡镇级行政单位。

## 行政区划
叶茂台镇下辖以下地区：
太平庄村、阎荒地村、庙台山村、当石山村、薄坨子村、四架山村、西二台子村、西头台子村、叶茂台村、榛子街村、四官窝堡村和石桩子村。